# Tajcsou (Csiangszu)
Tajcsou (egyszerűsített kínai írással: 泰州市, pinjin: Tàizhōu shì) prefektúra szintű város Kínában, Csiangszu tartományban. Lakosainak száma 4 512 762 fő (2020).

## Népesség
| 2010 | 4 618 937 |
| 2020 | 4 512 762 |

## Testvérvárosok
- Lower Hutt
- Nevers
- Kotka
- Juzava
- Barrie